# 롱그폼
롱그폼(Longue paume)은 주드폼의 실외 스포츠 경기로, 현대 테니스의 시초이다. 100년전에는 꽤, 특히 프랑스에서 활성화되어 있었다. 롱그폼은 1900년 하계 올림픽의 비공식 종목이기도 했다. 오늘날 이 스포츠는 피카르디에서만 제한적으로 하고 있다. 이 스포츠의 연맹은 Fédération Française de Longue Paume로 아미앵에 본부가 있다.

## 같이 보기
- 핸드볼 인터내셔널 챔피언십
- 인터내셔널 게임